# 前田俊彦
前田 俊彦（まえだ としひこ、1909年9月17日 - 1993年4月16日）は、日本の社会運動家。市民運動関係者からは「前田のじいさん」と呼ばれた。

## 生涯
福岡県鞍手郡宮田村（現・宮若市）出身。1917年に父が他界したため、祖父が初代村長をつとめた京都郡延永村（現・行橋市延永）に移り、延永小学校に転校。1926年、福岡県立豊津中学校を卒業して、東京方面へ行く。
労働組合運動に関わり、1931年、日本共産党に入党する。関西地区のオルグを担当する。1932年、治安維持法・陸軍刑法違反で検挙される。懲役7年の実刑判決を受け、福岡刑務所に下獄。1940年に保安処分となり門司市に移り住むが、再度治安維持法違反で起訴され、禁固10ヶ月の判決を受ける。1946年、木工所を開業。1947年、日本共産党を離党。
1948年、延永村の村長に当選し、延永村で最初の共産党系村長かつ最後の延永村長となる。なお、延永村は、行橋町や周辺の町村と合併し、1954年10月に行橋市となった。
以後、豊津町で農業のかたわら種々の仕事に携わり、1962年6月に個人誌『瓢鰻亭通信』を創刊し、朝日ジャーナルに連載した。
1966年にベトナムに平和を!市民連合（ベ平連）事務所を訪ね、以後小田実・開高健・鶴見俊輔らと活動を共にする。
1970年頃から新東京国際空港（現・成田国際空港）建設反対運動（三里塚闘争）に参加し、1977年に千葉県芝山町に移住。旧ベ平連系の「三里塚空港廃港宣言の会」代表となる。1983年、第13回参議院議員通常選挙比例代表区に無党派市民連合から立候補したが落選。
「人は心も魂も自由でなければならない」という信条をもつ前田は、公然と法的には密造酒となるどぶろくを造り、三里塚闘争を支援する活動家らにふるまい、資金集めを行っていた。また、地元の税務署長などに、きき酒会開催の招待状を送って挑発したりもした。1985年に酒税法違反容疑で起訴され、「どぶろく裁判」として知られる裁判闘争を起こす。1986年3月26日、千葉地方裁判所での判決で罰金30万円の有罪となる。東京高等裁判所は前田の控訴を棄却し、1989年12月14日に最高裁判所が上告を棄却したことから、一審の判決が確定した。
1986年に脳梗塞で倒れる。一時復帰するも、1990年にピースボートの船上で再び発作を起こし、福岡県勝山町の介護老人保健施設でリハビリテーションを続けた。
1993年4月16日、自宅の火災により焼死した。83歳没。

## 著書
- 『根拠地の思想から里の思想へ』（1971年　太平社）
- 『三里塚　廃港への論理』（1978年　柘植書房）
- 『ドブロクをつくろう』（1981年　農山漁村文化協会）ISBN 9784540810022
- 『ええじゃないかドブロク ― ドブロク裁判全記録』（1986年　三一書房）ISBN 9784380860126
- 『森と里の思想　大地に根ざした文化へ』（1986年　七つ森書館）共著：高木仁三郎
- 『百姓は米をつくらず田をつくる』（1986年　海鳥社）ISBN 9784874154366
- 『あきらめから希望へ 高木仁三郎対論集』（2011年、七つ森書館）共著：高木仁三郎、花崎皋平